# Częstotliwość pośrednia
Częstotliwość pośrednia (p.cz., ang. Intermediate frequency, IF) – w odbiornikach superheterodynowych to częstotliwość uzyskana ze zmieszania (zdudnienia) sygnału wysokiej częstotliwości (w.cz.) z anteny odbiornika z częstotliwością drgań generatora – heterodyny.
Najczęściej wykorzystywana jest różnica częstotliwości heterodyny i częstotliwości sygnału z anteny (fp.cz. = |fw.cz. – fhet.|), rzadziej suma częstotliwości (fp.cz. = fw.cz. + fhet.). Częstotliwość sygnału odbieranego przez antenę jest zmienna, zależna od stacji nadawczej. Żeby więc uzyskać stałą częstotliwość pośrednią dla różnych stacji (kanałów) częstotliwość drgań heterodyny musi być również zmienna. Często stosuje się sprzężone układy strojenia (kondensatory, elementy indukcyjne lub diody pojemnościowe) przestrajające jednocześnie częstotliwość heterodyny i częstotliwość obwodów w.cz. W przypadku wąskiego przedziału odbieranego pasma częstotliwości, przestrajana może być tylko częstotliwość heterodyny, natomiast obwody w.cz. pozostają nastrojone na środkową częstotliwość w.cz.
Niektóre odbiorniki radiowe, posiadające podwójną lub potrójną przemianę częstotliwości, mogą mieć w jednej z przemian stałą częstotliwość generatora pomocniczego, co wymusza zmienną częstotliwość pośrednią. Taka sytuacja jest równoważna stosowaniu tzw. konwertera częstotliwości, który umożliwia np. odbiór częstotliwości UKF przy pomocy odbiornika fal krótkich – wówczas w.cz. odbiornika staje się pierwszą p.cz. układu konwerter-odbiornik.
Częstotliwość pośrednią w odbiornikach stosuje się z trzech powodów:
- przy wysokich częstotliwościach (rzędu gigaherców) przetwarzanie sygnału radiowego przebiega z niską sprawnością, a wzmocnienie elementów aktywnych, takich jak tranzystory, jest niewielkie, dlatego stosuje się konwersję sygnału do niższych częstotliwości
- trudno jest zbudować wzmacniacze, filtry i detektory, które mogą być dostrajane do różnych częstotliwości
- dzięki stosowaniu p.cz. można poprawić selektywność toru odbiorczego. Ponieważ szerokość pasma filtrów rośnie proporcjonalnie do częstotliwości ich pracy, obniżenie częstotliwości umożliwia wykonanie filtrów mających węższe pasmo przepustowe.

## Typowe przykłady
- 455 lub 465 kHz – częstotliwość pośrednia dla zakresów fal długich, średnich i krótkich odbiorników radiowych (AM)
- 10,7 MHz – częstotliwość pośrednia dla zakresu fal ultrakrótkich (FM)
- 38 MHz – częstotliwość pośrednia wizji w odbiornikach telewizyjnych (OIRT)
- 31,5 MHz – częstotliwość pośrednia fonii odbiorników telewizyjnych (OIRT) we wspólnym torze fonii i wizji
- 5,5 MHz – częstotliwość pośrednia fonii odbiorników telewizyjnych (CCIR) po detekcji sygnału wizji
- 6,5 MHz – częstotliwość pośrednia fonii odbiorników telewizyjnych (OIRT) po detekcji sygnału wizji

## Objaśnienie użytych skrótów
- w.cz. – wysoka częstotliwość lub częstotliwość wejściowa. Jest to częstotliwość sygnału odbieranego przez antenę.
- m.cz. – mała częstotliwość – sygnał uzyskany w wyniku demodulacji sygnału p.cz. Sygnał m.cz jest wzmacniany do poziomu umożliwiającego wysterowanie głośnika.